# Антоновка (Гордеевский район)
Анто́новка — деревня в Гордеевском районе Брянской области, в составе Уношевского сельского поселения. Расположена в 12 км к северу от села Уношево, на левом берегу Беседи. Население — 65 человек (2010). На 2020 г. население составляет 0 человек.

## История
Упоминается с середины XVIII века как слобода, владение Киево-Печерской лавры, в составе Попогорской волости (на территории Новоместской сотни Стародубского полка); казачьего населения не имела.
С 1782 по 1921 год в Суражском уезде (с 1861 — в составе Заборской волости); в 1921—1929 в Клинцовском уезде (та же волость). С 1896 года — приходское село с храмом Архистратига Михаила (не сохранился). В конце XIX века была открыта школа грамоты.
С 1929 года в Гордеевском районе, а в период его временного расформирования — в Клинцовском (1963—1966), Красногорском (1967—1985) районе. В 1919—1954 и в 1960—1971 — центр Антоновского сельсовета; в 1954—1959 в Хармынском сельсовете, в 1959—1960 в Ширяевском.